# Gypsophila bazorganica
Gypsophila bazorganica är en nejlikväxtart som beskrevs av Karl Heinz Rechinger. Gypsophila bazorganica ingår i släktet slöjor, och familjen nejlikväxter. Inga underarter finns listade i Catalogue of Life.